# Ida Janson
Ida Caroline Wilhelmine Janson (* 28. Februar 1847 in Kassel; † 5. Oktober 1923 in Bremen) war eine deutsche Pädagogin und Schulleiterin in Bremen.

## Biografie
Janson war das älteste Kind des Lehrers Johann August Martin Janson, der seit 1860 Vorsteher der privaten Töchterschule in Bremen war und der  Emilie Janson, geb. Schulz. Das Ehepaar hatte elf Kinder.
Sie besuchte in Kassel die Schule und ab 1860 die Töchter-Bürgerschule in Bremen sowie das angeschlossene Lehrerinnenseminar. Längere Zeit lebte sie in Paris und erlernte die französische Sprache. 1878, nach dem Tod ihres Vaters, übernahm sie die Leitung der Töchter-Bürgerschule ihres Vaters, die inzwischen seit 1865 auf einem Grundstück des St. Petri-Waisenhauses in der Wilhadistraße einen Neubau bezogen hatte. Die Frauenrechtlerin und Lehrerin Mathilde Lammers (1837–1905) war ihre engste Mitarbeiterin und Vorsteherin des Lehrerinnenseminars. Auch die Pädagogin und Frauenrechtlerin Agnes Heineken (1872–1954) war Schülerin und Lehrerin der Schule. 1904 führte Janson Französisch statt Englisch als erste Fremdsprache ein. Sie leitete die Schule bis 1907. Ihr Bruder Gustav Janson leitete die Schule danach bis 1933, die als Lyzeum Janson anerkannt, 1922 von der Stadt Bremen übernommen und 1938 zur Jansonschule-Oberschule für Mädchen umbenannt wurde.